# Halve Hahn

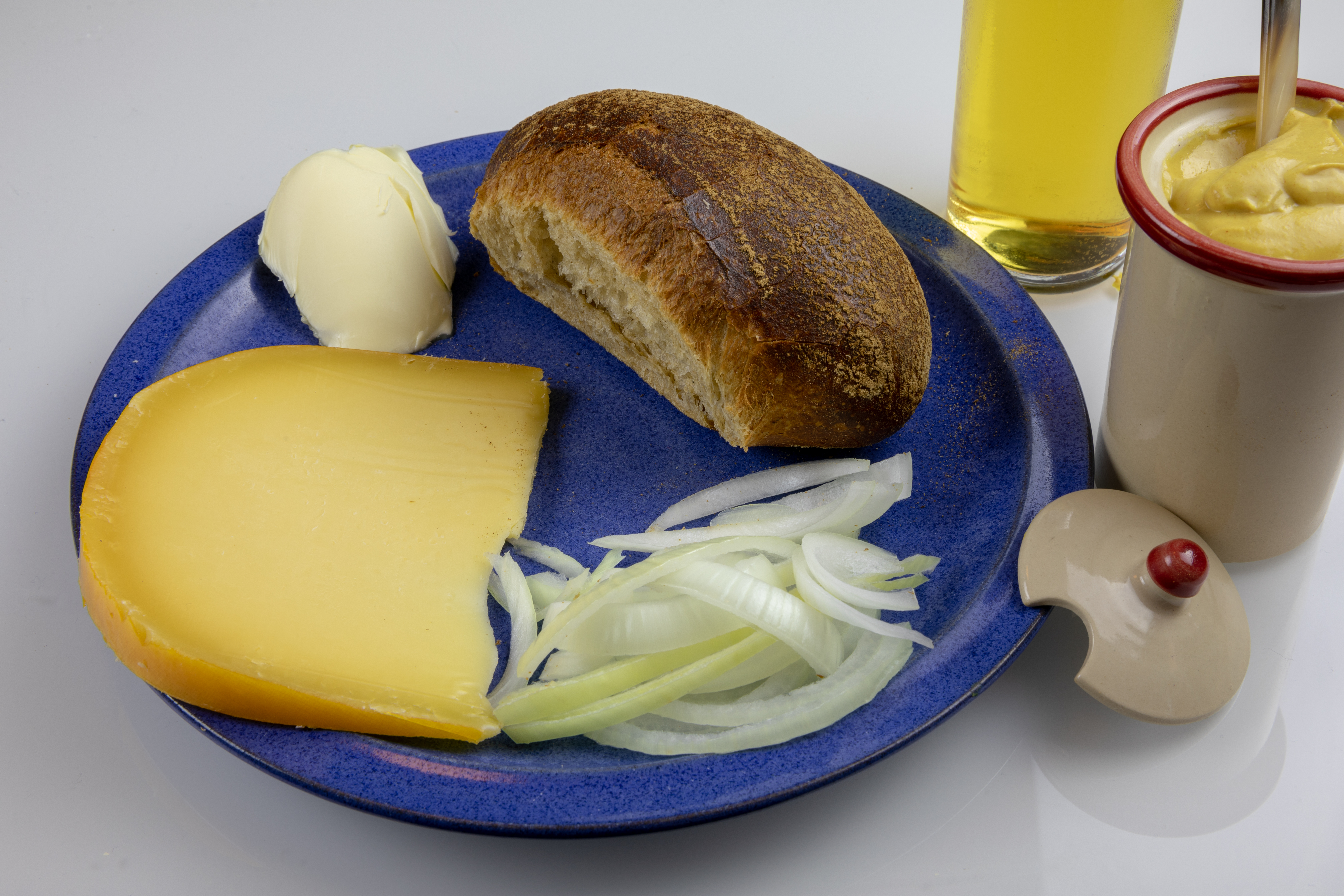
Halve Hahn mit Röggelchen, mittelaltem Gouda, Zwiebeln, Butter und Senf

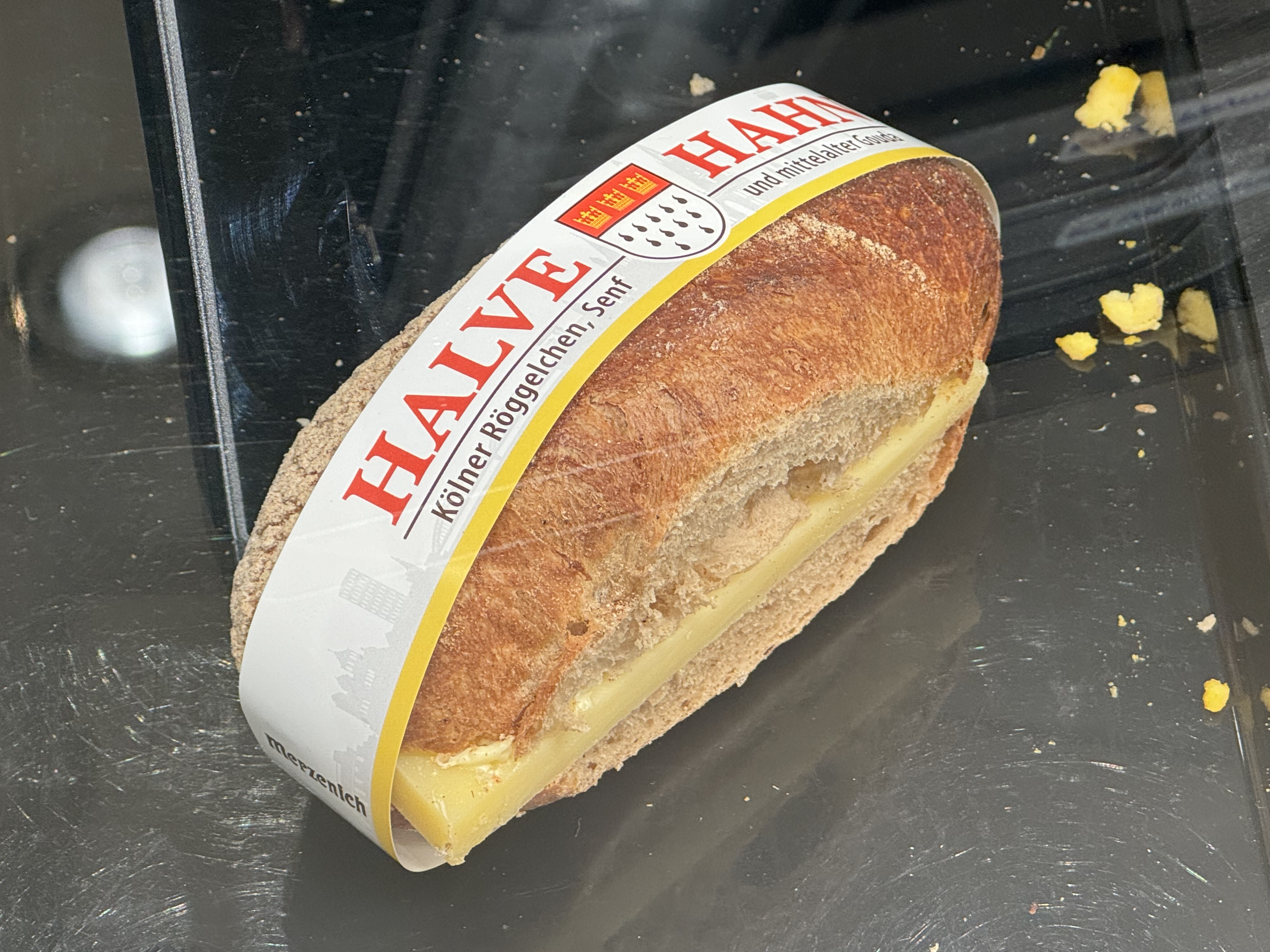
'Halver Hahn' als Snack in Bäckerei-Kette in Köln

Halve Hahn ist der rheinische Ausdruck für ein Roggenbrötchen mit Käse und Würzzutaten. Das Brötchen (ein halbes Röggelchen) wird in der Regel mit Butter, ein bis zwei dicken Scheiben mittelaltem Gouda-Käse (Kies), saurer Gurke und Senf (Mostert), zum Teil auch mit in Ringe geschnittenen Zwiebeln (Öllich) und einer Prise Paprikapulver serviert. Das Gericht ist in rheinischen Kneipen und Gaststätten weit verbreitet. Um die Entstehung des Namens (Hochdeutsch: halber Hahn) ranken sich viele Legenden, ist das Gericht doch „ohne jegliches Hühnerfleisch“.

## Herkunft des Namens

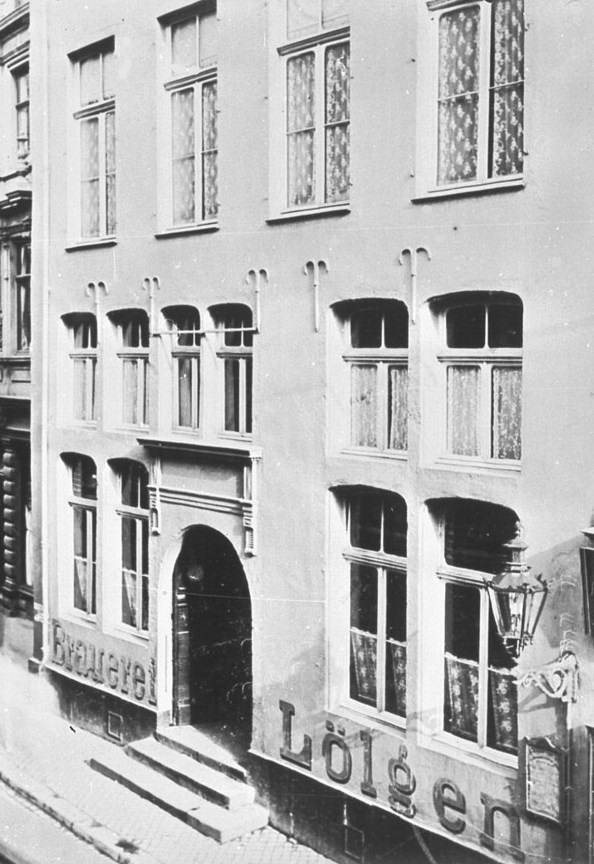
Brauerei Wilhelm Lölgen, Köln, Hohe Pforte 8 (um 1900)

Die wohl älteste bekannte Quelle ist ein Zeitungsartikel vom 13. Juli 1913 mit einem Leserbrief des damals 72-jährigen Wilhelm Vierkötter. Darin schildert er, als junger Mann aus Wahlscheid nach Köln gekommen, wie er bei seiner Geburtstagsfeier den Halven Hahn erfunden habe. Diese Feier fand am 18. April 1877 im Gasthaus Wilhelm Lölgen, Hohe Pforte 8 statt.
Er verabredete mit dem Köbes, dass er für seine Gesellschaft 14 halbe Hähne bestellen würde, dieser jedoch stattdessen nach einer halben Stunde 14 „Röggelche met Kies“ servieren sollte. Diese ersten Halven Hähne kosteten Vierkötter 15 Pfennig pro Stück. Der Jux wurde viel belacht, und fortan wurde ein Käseröggelchen unter der Bezeichnung „Halve Hahn“ bestellt. Auch Adam Wrede liefert in seinem Kölnischen Sprachschatz eine vergleichbare Herleitung, ohne Vierkötter als Person zu nennen.
Einer anderen Theorie zufolge stammt der Name vom typischen Armeleuteessen vergangener Zeit in Deutschland, dem Handkäse. Diese streng schmeckende Käsesorte bedarf zur Herstellung nicht der ehemals wertvollen Vollmilch, sondern wird vielmehr aus entrahmter und gesäuerter Milch hergestellt. In Köln wurde das halbe Roggenbrötchen mit Handkäse umgangssprachlich auf Halve Hahn verkürzt, und diese Bezeichnung blieb auch erhalten, als der Handkäse durch Gouda ersetzt wurde. Im nahegelegenen Düsseldorf wird der Halve Hahn noch immer mit Handkäs, dem Mainzer, und einem doppelten Röggelchen serviert.

## Verwechslungsgefahr
Wegen der Verwechslungsmöglichkeit mit einem halben Brathähnchen bietet das Gericht immer wieder Anlass für Anekdoten über irritierte Gäste, die vermeintlich Geflügel bestellt haben und stattdessen ein Käsebrötchen erhalten. Die vertragsrechtliche Bewertung eines solchen Inhaltsirrtums dient mitunter als Übungsfall für Rechtsberufe.